# ليزا رود
ليزا رود (بالإنجليزية: Lisa Rohde)‏ هي مجدفة أمريكية، ولدت في 12 أغسطس 1955 في ويكفيلد في الولايات المتحدة.

## وصلات خارجية
- ليزا رود على موقع الاتحاد الدولي للتجديف (الإنجليزية)
- ليزا رود على موقع اللجنة الأولمبية الدولية (الإنجليزية)
- ليزا رود على موقع أوليمبيديا (الإنجليزية)